# Sparganium yunnanense
Sparganium yunnanense är en kaveldunsväxtart som beskrevs av Y.D.Chen. Sparganium yunnanense ingår i släktet igelknoppar, och familjen kaveldunsväxter. Inga underarter finns listade i Catalogue of Life.